# Hans Bosch
Hans Bosch (Heemstede, 13 april 1947) is een Nederlands militair en hoogleraar Militair operationeel management aan de KMA.

## Werkzaamheden
Bosch studeerde van 1966 tot 1970 aan de Koninklijke Militaire Academie te Breda. Na zijn studie werd hij in 1970 benoemd tot tweede luitenant bij het wapen der Cavalerie. Hij diende in verschillende staf- en commandofuncties bij het 103e Verkenningsbataljon in Seedorf in Duitsland en het toenmalige opleidingscentrum Cavalerie als eerste luitenant en later ritmeester. Na zijn Hogere Militaire Vorming (1978-1980) werd hij bevorderd tot majoor en diende in de Landmachtstaf (Afdeling Operatiën). In die periode was hij ook secretaris van het Curatorium van de KMA. In 1983 werd hij geplaatst op de toenmalige Hogere Krijgsschool, eerst als docent, later als hoofd van de vakgroep Operatiën. Van 1987 tot 1989 werd hij luitenant-kolonel en commandeerde hij het 43e Tankbataljon Regiment Huzaren van Sytzama te Bergen (Nedersaksen) in Duitsland. Na zijn terugkeer werd hij belast met het ontwikkelen van een nieuwe Hogere Militaire Vorming. In april 1991 werd hij na promotie tot kolonel benoemd tot hoofd van de Afdeling Inlichtingen en Veiligheid van de Landmachtstaf en daarmee ook plaatsvervangend hoofd (KL) van de Militaire Inlichtingendienst. Na de toenmalige Tertiaire Vorming in 1993 en na het volgen van 'Course 84' aan het NATO Defense College (NDC) werd hij in september 1994 na de promotie tot brigadegeneraal Chef Kabinet van de Bevelhebber der Landstrijdkrachten.

## Onderscheidingen
- Ereteken voor Verdienste
- Landmachtmedaille

## Hoogleraarschap
In december 1995 werd hij benoemd tot hoogleraar aan de KMA en Hoofd van de Vakgroep Militaire Operationele Wetenschappen. Zijn leeropdracht is Militair Operationeel Management.

## Nevenfuncties en personalia
In 1983 werd Hans Bosch redacteur van de Militaire Spectator. Sinds 1996 is hij hoofdredacteur van de Militaire Spectator en daarmee lid van het bestuur van de Koninklijke Vereniging ter Beoefening van de Krijgswetenschap. Op 3 mei 2013 nam Bosch tijdens een bijzondere redactievergadering afscheid als hoofdredacteur van de Militaire Spectator. Hij droeg het hoofdredacteurschap over aan luitenant-generaal Richard Tieskens, chef-staf van het Allied Joint Force Command Brunssum.
Van 1985 tot 1990 was hij lid van de krijgsraad. In 1996 werd hij benoemd in de Instituuts Adviesraad van het Prins Maurits Laboratorium. Bosch is getrouwd en heeft twee kinderen.

## Publicaties
- 1999 - Hans Bosch Information Operations - Netherland Annual Review of Military Studies
- 1998 - Jaarboek 1997, Koninklijke Vereniging ter Beoefening van de Krijgswetenschap
- 1999 - Jaarboek 1998, Koninklijke Vereniging ter Beoefening van de Krijgswetenschap
- 2000 - Jaarboek 1999-2000, Koninklijke Vereniging ter Beoefening van de Krijgswetenschap
- 2001 - Jaarboek 2000-2001, Koninklijke Vereniging ter Beoefening van de Krijgswetenschap
- 2002 - G. Teitler, Hans Bosch, W. Klinkert - Militaire Strategie, ISBN 9053303316, Uitgeverij Mets & Schilt, Amsterdam
- 2007 - Erwin Muller, Hans Bosch, Dick Starink, Ivo de Jong - Krijgsmacht  1e druk, 600 pagina's ISBN 9013011306, Uitgeverij Kluwer, Alphen aan den Rijn.
- 2017 - J.M.J. Bosch - Raviv van Renssen
- 2018 - E.R. Muller, J.M.J. Bosch, I.M. de Jong, P.A.L. Ducheine - Krijgsmacht 2de druk, 902 pagina's ISBN 9789013145816, Uitgeverij Kluwer, Alphen aan den Rijn.

## Interviews
- 20 november 1999 NRC Handelsblad ('Schurken tegen de macht aan') van Menno Steketee
- 21 februari 2000 NCRV - Netwerk (Computercriminaliteit als oorlogswapen)
- 11 januari 2003 NRC Handelsblad (‘De slag om de geloofwaardigheid. De informatieoorlog tegen Irak is al begonnen’) van Menno Steketee